# Danh sách đĩa đơn quán quân Hot 100 năm 2010 (Brazil)
Dưới đây là danh sách những đĩa đơn đã giành vị trí quán quân trên bảng xếp hạng Billboard Brazil Hot 100 trong năm 2010. Xin lưu ý rằng bảng xếp hạng được tạp chí Billboard công bố hàng tháng.

## Lịch sử bảng xếp hạng
| Ngày phát hành | Ca khúc                       | Nghệ sĩ                   |
| -------------- | ----------------------------- | ------------------------- |
| Tháng 1        | "I Want to Know What Love Is" | Mariah Carey              |
| Tháng 2        | "I Want to Know What Love Is" | Mariah Carey              |
| Tháng 3        | "I Want to Know What Love Is" | Mariah Carey              |
| Tháng 4        | "I Want to Know What Love Is" | Mariah Carey              |
| Tháng 5        | "I Want to Know What Love Is" | Mariah Carey              |
| Tháng 6        | "Tapa na Cara"                | Zezé Di Camargo e Luciano |
| Tháng 7        | "Tapa na Cara"                | Zezé Di Camargo e Luciano |
| Tháng 8        | "Amo Noite e Dia"             | Jorge và Mateus           |
| Tháng 9        | "Amo Noite e Dia"             | Jorge và Mateus           |
| Tháng 10       | "Tá Vendo Aquela Lua"         | Exaltasamba               |